# Senaculum
Als Senaculum bezeichnete man im antiken Rom einen Versammlungsplatz der römischen Senatoren vor Beginn einer Senatssitzung. Theodor Mommsen sprach in dem Zusammenhang von einem „Warteplatz“, da die Senatoren hier wohl warteten, bis das Quorum für die Abhaltung einer regulären Senatszusammenkunft erreicht war. Erst dann wurde die eigentliche Sitzung eingeleitet und die Senatoren durften das Versammlungsgebäude betreten.

## Überlieferung
Die schriftliche Überlieferung nennt drei solcher senacula, die seit republikanischer Zeit bestanden, im Laufe der Zeit hinsichtlich ihrer Funktion aufgegeben wurden und nur als Ortsbezeichnung überdauerten. Die älteste Nennung findet sich bei Marcus Terentius Varro, der in seinem Werk De lingua Latina („Über die lateinische Sprache“) von einem der senacula schreibt, dass es sich oberhalb der Graecostasis befand, im Bereich des Concordiatempels und der 121 v. Chr. errichteten Basilica Opimia. Hier hätten sich die Senatoren oder „Älteren“ (seniores) getroffen, was man bei den Griechen eine Gerousia („Ältestenrat“) nenne. Bereits Valerius Maximus berichtet im 1. Jahrhundert in der Vergangenheitsform, der Senat hätte sich ehedem auf einem noch zu seiner Zeit senaculum genannten Platz aufgehalten, um ihn nicht per Rundschreiben zu einer Sitzung laden zu müssen. Vielmehr hätten sich die Senatoren nach Aufforderung direkt zur Curia begeben. Mit der Curia spätrepublikanischer Zeit ist die Curia Hostilia gemeint, die sich in Sichtweite des senaculum auf dem Forum Romanum erhob. Die Lage auf dem Forum wird noch in der Spätantike durch Macrobius bestätigt, demzufolge das senaculum vor dem Altar des Saturntempels lag.
Die ausführlichsten Informationen zu den senacula sind bei dem im 2. Jahrhundert schreibenden römischen Lexikographen Sextus Pompeius Festus erhalten. Nach einer ersten knappen Definition (senaculum locus senatorum, „Senaculum ist der Ort der Senatoren“) führt er aus, dass es in Rom drei senacula gegeben habe, wo man Senatssitzungen abzuhalten pflegte. Er stützt sich hierbei auf das Werk eines sonst nicht bekannten Nicostratus über den Senat. Demnach befand sich das eine dort, wo nun der Concordiatempel zwischen Kapitol und Forum sei. Hier hätten sich die Senatoren mit den „Älteren“ beraten. Ein weiteres senaculum habe sich bei der Porta Capena befunden, ein drittes beim Tempel der Bellona, wo der Senat mit ausländischen Delegierten, die man nicht in der Stadt haben wollte, verhandeln konnte.
Ein viertes senaculum erschloss man früher aus einer – möglicherweise korrupten – Stelle bei Titus Livius, der bei der Darstellung der Zensorenmaßnahmen des Jahres 174 v. Chr. die Errichtung einer Portikus vom Saturntempel in Capitolium zum senaculum und oberhalb davon zur Curia erwähnt. Mommsen lokalisierte dieses senaculum auf dem Kapitol und verband es mit der curia calabra. Lawrence Richardson Jr. konnte jedoch aufzeigen, dass die Formulierung in Capitolium bei Livius nur „entlang des Kapitols“ bedeuten kann und den Fuß des Hügels meinte. Ein viertes senaculum auf dem Kapitol hat folglich nie bestanden.
Dass Senatssitzungen selbst in einem senaculum abgehalten werden konnten, wie Festus fälschlich angibt (in quibus senatus haberi solitus sit) und wie es Alfred Klotz als spätere Praxis verstand, gilt als ausgeschlossen. Es widerspricht auch den weiteren Ausführungen bei Festus und beruht wahrscheinlich auf einer fehlerhaften Darstellung seiner Quelle Nicostratus, bei dem es sich wohl um einen Griechen handelte.

## Lage und Gestaltung
Über die Gestaltung der senacula lässt sich keine Vorstellung gewinnen. Ob sie bauliche Strukturen, etwa eine Überdachung oder eine Säulenhalle, aufwiesen, ist nicht bekannt. Die Schriftquellen geben keine Hinweise, Versuche, archäologische Befunde im entsprechenden Bereich des Forums dahingehend zu deuten, konnten sich nicht durchsetzen. Dies galt für den von Henry Thédenat mit aller Vorsicht eingeführten Vorschlag, eine Tuffsubstruktion zwischen dem Bogen des Septimius Severus und dem Umbilicus für den Standort des senaculum heranzuziehen. Homer F. Rebert identifizierte 1925 im Pronaosbereich des von Lucius Opimius im Jahr 121 v. Chr. errichteten Concordiatempels ein Podiumsfundament, das nicht zum Bau des Tempels gehörte, aber aufgrund der Bautechnik etwa um dieselbe Zeit errichtet worden sein muss. Dieses Podium verband er mit dem senaculum des Forums, vor allem, weil es in diesem Bereich keine anderen Strukturen gab, die man hierfür hätte heranziehen können. Giuseppe Lugli resümierte, dass man nicht wisse, ob das senaculum auf dem Forum ein gedeckter oder ungedeckter Platz gewesen sei, und Lawrence Richardson Jr. gesteht der Anlage bestenfalls zu, bis zu einem gewissen Grad künstlich terrassiert worden zu sein.
Mehr als die ungefähre Lokalisierung ist auch für die beiden anderen senacula nicht bekannt. Livius berichtet, dass nach der Schlacht von Cannae der Senat im Jahr 215 v. Chr. regelmäßig ad portam Capenam zusammentrat. Möglicherweise hing die Wahl des Ortes mit den sakralrechtlichen Vorschriften Roms zusammen, die es Trägern eines militärischen Imperium verboten, das eigentliche Rom innerhalb seiner heiligen Stadtgrenze, das Pomerium, zu betreten. Man umging dies, indem der Senat im Bedarfsfall außerhalb des Pomeriums tagte und verhandelte. Für diesen Fall war in der Nähe des Tagungsortes auch dort ein senaculum nützlich. Sicher traf dies für das dritte senaculum zu, das citra aedem Bellonae und somit außerhalb des Pomeriums lag. Der Bellonatempel war wie der benachbarte Apollotempel in circo der klassische Tagungsort des Senats außerhalb des Pomeriums und wurde häufig als solcher in der antiken Überlieferung genannt.